# Notylia bungerothii
Notylia bungerothii är en orkidéart som beskrevs av Heinrich Gustav Reichenbach. Notylia bungerothii ingår i släktet Notylia och familjen orkidéer. Inga underarter finns listade i Catalogue of Life.